# アングライト

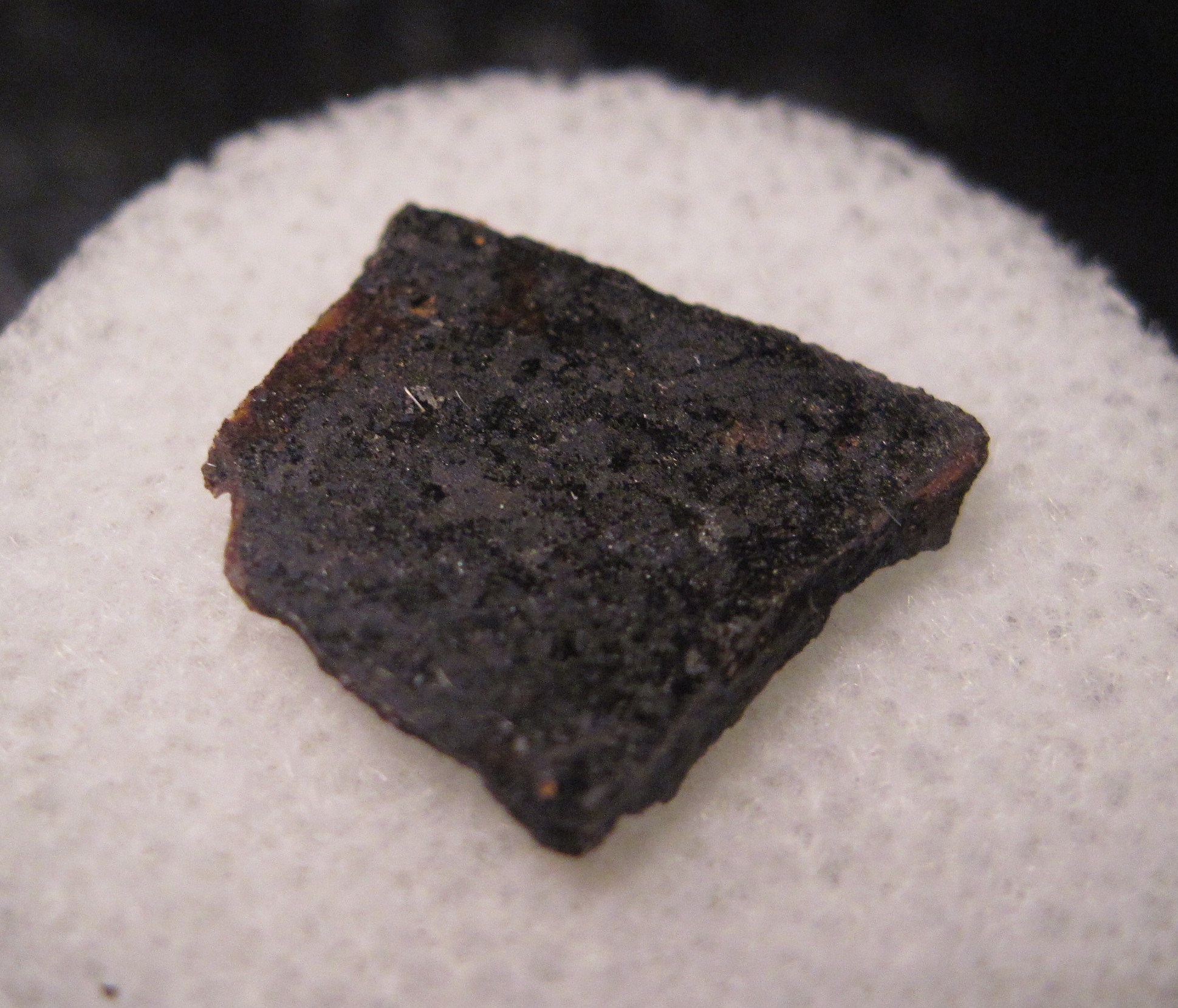
"NWA 2999"の切断面。地球の玄武岩と類似している。

アングライト(Angrite)は、エイコンドライトの珍しい分類の1つである。大部分は普通輝石から構成され、他にカンラン石、灰長石、トロイリ鉱を含む。1869年にブラジルに落下したアングラ・ドス・レイス隕石に因んで命名された。
アングライトは玄武岩質で、しばしば最大2.5cm程の孔を持つ。約45.5億年前に結晶化した最古の火成岩である。

## 起源
アングライトの反射スペクトルをいくつかのメインベルト小惑星のものと比較すると、ネネッタとロビンソンの2つの小惑星が起源の候補となる。水星からの噴出物であると考える研究者もいる。

## 有名な隕石
現在、アングライトに分類されている隕石は12個ある。タイプ種のアングラ・ドス・レイス隕石は、1869年に地球に落下した。重さは11.5kgで、アングライトとしては4番目に大きい。これよりも大きい3つは、ドルビニ隕石 (D'Orbigny、16.55 kg)、"Sahara 99555" (2.71 kg)、"NWA 4931" (2.14 kg)である。